# Telmatobius scrocchii
Telmatobius scrocchii är en groddjursart som beskrevs av Laurent och Esteban O. Lavilla 1986. Telmatobius scrocchii ingår i släktet Telmatobius och familjen Ceratophryidae. IUCN kategoriserar arten globalt som starkt hotad. Inga underarter finns listade i Catalogue of Life.